# Sainte-Gertrude (rivière)
Pour les articles homonymes, voir Sainte-Gertrude.
La Sainte-Gertrude est une rivière française qui coule dans le département de la Seine-Maritime. C'est un affluent direct de la Seine en rive droite.

## Géographie
La Sainte-Gertrude est un cours d'eau du pays de Caux. Elle naît sur le territoire de la commune de Maulévrier-Sainte-Gertrude. Elle a une orientation générale allant du nord-nord-ouest vers le sud-sud-est. Elle conflue avec la Seine (rive droite) à Caudebec-en-Caux. Son cours se déroule au sein du parc naturel régional des Boucles de la Seine normande et fait 4,1 km.

## Communes traversées
La Sainte-Gertrude traverse les communes de Maulévrier-Sainte-Gertrude, Saint-Arnoult et Caudebec-en-Caux, toutes trois situées dans le département de la Seine-Maritime.

## Hydrologie
Le module de la Sainte-Gertrude a été observé durant une période de 36 ans (1972-2007), à Caudebec-en-Caux, ville normande située au niveau de son confluent avec la Seine. Le bassin versant de la rivière y est de 59 km2.
Le module de la rivière à Caudebec-en-Caux est de 1,38 m3/s.
Les fluctuations saisonnières de débit de la Sainte-Gertrude sont très faibles, comme c'est bien souvent le cas dans le nord-ouest du bassin de la Seine, et plus particulièrement en Haute-Normandie. Il est bien difficile de parler de hautes et de basses eaux pour un cours d'eau aussi régulier. Cependant, on constate que les débits mensuels moyens montent très doucement à partir d'octobre (1,23 m3/s) jusqu'au printemps (de mars à mai : débit de 1,49 à 1,51 m3/s), puis baissent tout aussi doucement jusqu'au mois d'octobre. On doit admettre que la Sainte-Gertrude est une rivière à débit mensuel moyen quasi constant tout au long de l'année. Cependant ce ne sont là que des moyennes mensuelles et les débits peuvent montrer des fluctuations plus prononcées selon les années et sur de courtes périodes.
Ainsi aux étiages, le VCN3 peut baisser jusqu'à 0,700 m3/s, en cas de période quinquennale sèche, ce qui reste plus que satisfaisant pour une aussi petite rivière.
Les crues ne sont jamais très importantes. Les QIX 2 et QIX 5 valent respectivement 2,4 et 3,5 m3/s. Le QIX 10 est de 4,3 m3/s, le QIX 20 de 5,0 m3/s, tandis que le QIX 50 n'a pas été calculé. Ainsi, comme on le voit, compte tenu de la taille de son bassin, la Sainte-Gertrude se situe parmi les rivières les plus calmes du pays.
Le débit instantané maximal enregistré à Caudebec-en-Caux a été de 7,05 m3/s le 1er novembre 1984, tandis que la valeur journalière maximale était de 2,37 m3/s le 18 décembre 1981. En comparant la première de ces valeurs à celles des différents QIX de la rivière, il apparaît que cette crue, était bien plus importante que la crue vicennale déterminée par le QIX 20, et donc tout à fait exceptionnelle.
La Sainte-Gertrude est une rivière petite, mais très abondante. La lame d'eau écoulée dans son bassin versant est de 742 millimètres annuellement, ce qui représente largement plus du double de la moyenne d'ensemble de la France tous bassins confondus, et plus du triple de la moyenne du bassin de la Seine (plus ou moins 240 millimètres). Le débit spécifique (ou Qsp) atteint de ce fait le chiffre très élevé de 23,5 litres par seconde et par kilomètre carré de bassin.